# DU Весов
DU Весов (лат. DU Librae) — одиночная переменная звезда в созвездии Весов на расстоянии (вычисленном из значения параллакса) приблизительно 26030 световых лет (около 7981 парсека) от Солнца. Видимая звёздная величина звезды — от +15,6m до +13,9m.

## Характеристики
DU Весов — пульсирующая переменная звезда типа RR Лиры (RRAB).